# Géodiversité
La géodiversité est la diversité du monde abiotique terrestre et sous-marin, « dans ses composantes géologiques (roches, minéraux, fossiles), géomorphologique (formes du relief), pédologique (sols) et hydrologique (eaux de surface et souterraines), ainsi que l’ensemble des processus naturels (internes et externes) et anthropogéniques qui en sont à l’origine ».
Le mot géodiversité est un néologisme composé du préfixe géo- (« la Terre ») et du mot diversité. Le concept intègre la diversité géologique (roches, minéraux, fossiles), géomorphologique (formes du relief) et pédologique (sols), ainsi que l’ensemble des processus dynamiques qui les génère,.
Ensemble, biodiversité et géodiversité désignent la diversité de la nature dans sa globalité. Au même titre que la diversité biologique, la géodiversité constitue un élément important du patrimoine naturel de la Terre dont les valeurs intrinsèques, culturelles, esthétiques, fonctionnelles, éducatives et/ou scientifiques doivent être préservées et transmises aux générations futures.
- Bouclier
- Plateforme
- Orogène
- Bassin structural
- Province magmatique
- Bassins sédimentaires continentaux

- 0–20 Ma
- 20–65 Ma
- > 65 Ma

## Histoire du concept
Le terme est apparu pour la première fois au milieu des années 1990 au travers d’articles d’auteurs australiens travaillant sur la Tasmanie,,, peu de temps après l’adoption de la Convention sur la biodiversité lors du Sommet de la Terre à Rio en 1992. Il existe en effet un parallèle évident entre la diversité biotique (biodiversité) et la diversité abiotique (géodiversité), la seconde étant le support essentiel de la première.

## La géodiversité est-elle menacée?
Les activités humaines menacent la diversité des roches, des sols et des formes du relief autant que celle des animaux et des végétaux vivant sur Terre. Cependant, contrairement aux espèces biologiques, les objets géologiques ou géomorphologiques ne se reproduisent pas et la détérioration d’un objet ou d’un site entraîne souvent sa perte définitive. Les menaces sont donc réelles et les atteintes portées au milieu abiotique souvent irréversibles. Parmi ces menaces, on peut citer par exemple la création de grands barrages qui engloutissent de vastes portions de territoires, l’impact de la déforestation sur la dégradation des sols, la détérioration des reliefs volcaniques pour l’exploitation de carrières, le pillage des fossiles et des gemmes, l’exploitation inconsidérée des ressources énergétiques (pétrole, gaz, hydrocarbures…), la pollution de l’eau et ses conséquences sur la qualité des sols, etc.

## Gestion de la géodiversité: de la conservation à la valorisation
Face aux menaces croissantes qui pèsent aussi sur le milieu abiotique, la gestion et la conservation de la géodiversité sont devenues, après celles de la biodiversité, un objet de préoccupation mondiale. Bien que les activités humaines soient responsables d’une érosion actuelle de la diversité naturelle, une grande partie d’entre elles semble compatible avec le maintien d’une géodiversité importante à condition que certaines règles de gestion et d’aménagement soient respectées. Dans les secteurs où la géodiversité est jugée exceptionnelle (richesse en minéraux rares ou fossiles, formes de relief spectaculaires…), la création de parcs nationaux et d’aires protégées devient un moyen efficace pour la conservation de la géodiversité (géoconservation). Plusieurs initiatives se relaient aujourd’hui sur la scène internationale pour faire reconnaître concrètement le concept de géodiversité et favoriser la conservation du patrimoine géologique et géomorphologique.
Les géoparcs sont des territoires intégrant l'objectif de protection de la géodiversité. Créé sous l’égide de l’UNESCO, un Réseau des géoparcs nationaux existe depuis 2004. Il compte à ce jour[Quand ?] 56 sites répartis dans 17 pays. Pour obtenir le label « Géoparc », les sites doivent présenter un patrimoine géologique et/ou géomorphologique d’une exceptionnelle richesse, être dotés d’une solide structure de gestion et d’une stratégie affichée de développement économique durable. L’objectif d’un géoparc est triple :
- protéger et valoriser des sites au patrimoine naturel menacé par les activités humaines ;
- promouvoir l’éducation à l’environnement et sensibiliser le public aux géosciences ;
- stimuler l’activité économique et promouvoir le géotourisme dans une perspective de développement durable.

Un géoparc mondial est « un espace territorial présentant un héritage géologique d'importance internationale dont le patrimoine est utilisé pour promouvoir le développement durable des communautés locales qui y vivent », il a valeur de label de qualité basé et est issu du volontariat. Sans valeur réglementaire, les sites clés d'un géoparc doivent être protégés en vertu des législations locales, régionales ou nationales.
L'UNESCO les soutient via les demandes faites par les États membres. Il n'implique pas de restrictions aux  activités économique conformes à la législation locale, régionale ou nationale en vigueur.
De ce fait, la gestion et la conservation de la geodiversité, pour sa contribution au fonctionnement écosystémique mais aussi au bien-être des sociétés humaines, doivent être regardées comme des véritables enjeux d'aménagement territorial,.

## Extension du concept aux sciences humaines
Par métonymie, « géodiversité » peut parfois désigner, nonobstant l'égalité juridique des territoires, la diversité des terroirs et des sous-régions : on parle ainsi de Provence calcaire et de Provence cristalline, chaque territoire ayant une identité physique, des spécificités et des contraintes qui lui sont propres. L'« insularité » en est un autre exemple. Cette spécificité territoriale est en antagonisme avec les processus de mondialisation et de métropolisation qui ont tendance à uniformiser les différents territoires, montagnes, zones humides, îles, villes ou campagnes.

## Géodiversité dans le monde
Elle est encore mal cartographiée et incomplètement connue ; de nouveaux minéraux sont régulièrement découverts (comme le carmeltazite en 2019) ; En 2019, environ 15 nouvelles espèces minérales sont soumises par mois à la commission d'évaluation des nouveaux minéraux, contre une ou deux vers 2010). Cette commission internationale confirme les nouvelles espèces minérales, sous l'égide de l’Association internationale de minéralogie (IMA).
Après les insectes et les plantes, les espèces minérales sont celles qu'on découvre le plus dans le monde (plus de 150 espèces minérales en 2018, alors que seules une vingtaine avaient été publiées en 1963.

### Géodiversité en France

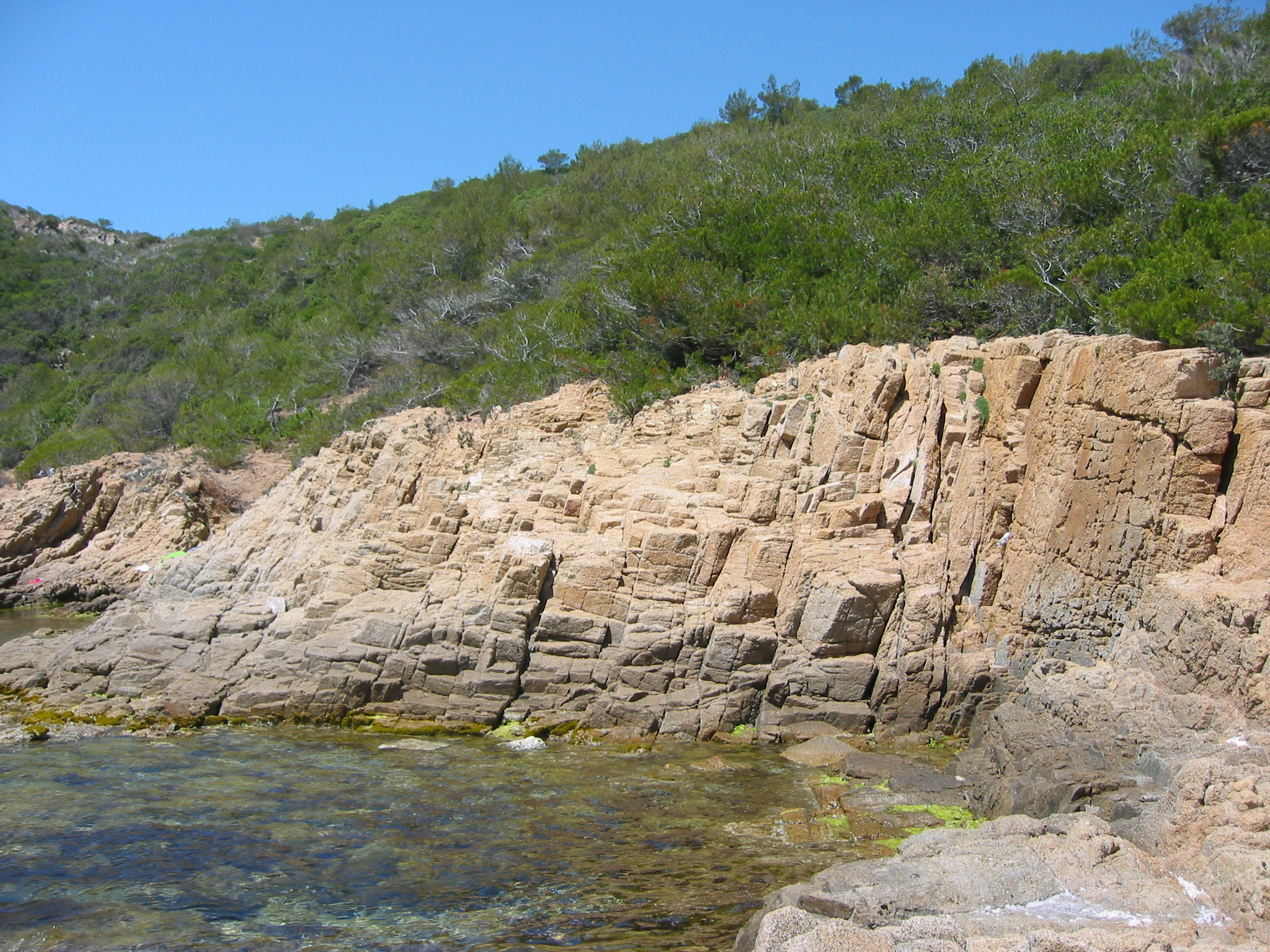
Un exemple de géodiversité en France : le massif des Maures, partie du « socle provençal ».

La géodiversité en France est marquée par sa richesse. Les principaux objets et sites géologiques sont bien représentés : massifs anciens (armoricain, ardennais, central, terreneuvan) et chaînes plissées plus récentes (Alpes, Pyrénées) ; arcs insulaires (Antilles), points chauds (La Réunion), grandes provinces ignées (Kerguelen) ; grands bassins sédimentaires (Bassin parisien, aquitain) ; fossés d’effondrement (plaine d'Alsace, Limagne). Le territoire est aussi le témoin des principaux phénomènes géologiques (volcanisme, rifting, métamorphisme, érosion), et de gisements paléontologiques de conservation exceptionnelle (Lagerstatten) ou exceptionnellement riches (Dalle à ammonites, traces de dinosaures du Jura).
De nombreuses références internationales sont issues du territoire national : on y trouve une centaine de lithotypes dont le nom est fondé sur un toponyme ou un patronyme, et une quarantaine de stratotypes.